# Muhlenbergia arenacea
Muhlenbergia arenacea là một loài thực vật có hoa trong họ Hòa thảo. Loài này được (Buckley) Hitchc. mô tả khoa học đầu tiên năm 1928.